# Dean Smith
Dean Edwards Smith  (Emporia, Kansas; 28 de febrero de 1931-Chapel Hill, Carolina del Norte; 7 de febrero de 2015) fue un entrenador y jugador de baloncesto estadounidense.

## Biografía
Fue uno de los entrenadores más exitosos del baloncesto universitario de Estados Unidos. Miembro del Salón de Fama de Baloncesto, Dean Smith es conocido por su carrera de 36 años de entrenador universitario en Estados Unidos en la Universidad de Carolina del Norte en Chapel Hill.
Smith fue entrenador en esta institución desde 1961 a 1997 donde acumuló 879 victorias por su carrera. Durante este periodo Smith logró ganar dos campeonatos nacionales (1982 y 1993), además de numerosos títulos de conferencia en el ACC. Logró clasificar a su equipo al torneo de la NCAA 27 veces, incluyendo 23 veces consecutivas. En sus 36 temporadas, logró ganar 50% de sus partidos 35 veces consecutivas. 
Durante su carrera, Smith fue muy exitoso en desarrollar jugadores que luego tuvieron éxitos en la NBA: Esta lista incluye: Phil Ford, Walter Davis, Bob McAdoo, James Worthy, Kenny Smith, Brad Daugherty, Sam Perkins, Michael Jordan, Jerry Stackhouse, Rasheed Wallace, Vince Carter y Antawn Jamison.
Además de formar jugadores, Dean Smith ayudó formar una lista impresionante de entrenadores de baloncesto profesional y universitario: Billy Cunningham, Larry Brown, Doug Moe, Roy Williams, Bill Guthridge, Buzz Peterson, Jeff Lebo, Matt Doherty y Randy Weil.
En 1976, Smith dirigió el equipo de Estados Unidos y consiguió la medalla de oro en las Olimpiadas en Montreal.

## Vida personal
Dean Smith se casó con Ann Cleavinger en 1954, antes de alistarse en las Fuerza Aérea de los Estados Unidos. Tienen 3 hijos: Sharon y Sandy, y un varón Scott. Smith y Cleavinger se divorciaron en 1973. 
Smith se casó con la psiquiatra Dr. Linnea Weblemoe el 21 de mayo de 1976, con la que tiene dos hijas, Kristen y Kelly.
Dean falleció el 7 de febrero de 2015, a los 83 años, en su casa de Chapel Hill (Carolina del Norte), rodeado de su familia. Se ofició un funeral privado el 12 de febebro en la Binkley Baptist Church, siendo enterrado en el Old Chapel Hill Cemetery del campus de la UNC. También se realizó una misa pública en el Dean Smith Center, el 22 de febrero.